# Petronila de Aquitania
Petronila de Aquitania, nacida sobre el año 1125 y fallecida en 1153, fue la segunda hija de Guillermo X de Poitiers, duque de Aquitania y de Leonor de Châtellerault y hermana de Leonor de Aquitania.

## Biografía
Es llamada indistintamente Alix (o Aelith en occitano) y Petronila, aunque fue más conocida como Alix después de su matrimonio, mientras Petronila parece haber sido su nombre de la infancia (aparece referida como tal en el testamento de su padre).
Petronila fue criada, junto a su hermana Leonor, en la corte de Aquitania, una de las mejores del siglo XII, que, gracias a su abuelo, había visto, a finales del siglo anterior, el nacimiento del "amor cortés" en las diversas residencias de los duques de Aquitania, especialmente Poitiers y Burdeos. Recibió la educación propia de una joven noble de su época: aprendió a leer y a escribir en latín, estudió la música y la literatura de la época, y también aprendió a montar y a participar en la caza.
Acompañó a su hermana Leonor a la corte de Francia, donde se enamoró de Raúl I el Valiente, conde de Vermandois y de Valois, primo de Luis VII, que era un hombre maduro y ya casado con Leonor de Blois, hija de Esteban II de Blois.
Petronila presionó a su hermana Leonor para que convenciera a su marido Luis VII de facilitar la separación de Rodolfo de su esposa. El rey persuadió a tres arzobispos del reino de Francia para disolver el matrimonio de Raúl y Leonor, por razones de consanguinidad, permitiendo así el matrimonio entre Petronila y Raúl, hijo del conde Hugo I de Vermandois y la condesa Adelaida de Vermandois.
Pero no mucho después, en un concilio en Lagny-sur-Marne, los tres arzobispos demasiado complacientes fueron excomulgados y su decisión anulada, el matrimonio se consideró inválido y los condes fueron puestos en entredicho.
Como Lagny-sur-Marne se encontraba en el territorio de Teobaldo IV de Blois, hermano de la esposa repudiada, el rey lo tomó como una afrenta personal y se decidió a intervenir en favor de Petronila y Raúl invadiendo el condado de Champaña. En el mismo año (1142), el hermano de Leonor de Blois, Teobaldo, para que Raúl retrocediera en su decisión, entró en conflicto con él, que se había aliado con Luis VII.
En 1143, se llegó a la paz, por consejo de Bernardo de Claraval. El condado de Champaña se evacuó y los interdicto se retiraron, pero como Raúl y Petronila se negaron a separarse, fueron excomulgados por segunda vez, por el papa Inocencio II. Las hostilidades estallaron y Luis VII infamemente quemó Vitry-le-François. Finalmente, el Papa murió y su sucesor, el papa Celestino II, levantó la excomunión en el Concilio de Reims en 1144. Sin embargo, Petronila y Raúl se divorciaron en 1151, y él se volvió a casar al siguiente año.
Petronila siguió siendo un miembro de la corte real francesa y una compañera constante de su hermana Leonor mientras estaba encarcelada por su esposo el rey Enrique II de Inglaterra y Gales.

## Descendencia
Petronila y Raúl tuvieron los siguientes hijos:
1. Isabel (1143-1182), condesa de Vermandois y de Valois, que se casó con Felipe de Alsacia, conde de Flandes;
2. Raúl II (1145-1167), conde de Vermandois y de Valois), que murió a los 22 años.
3. Eleonor de Vermandois (1148/49 a 1213), se casó cuatro veces.